# Svansgroda
Svansgrodan (Ascaphus truei) är en primitiv grodart från Nordamerika som tillhör släktet Ascaphus och familjen stjärtmuskelgrodor.

## Beskrivning
Svansgrodan är en liten groda vilken som mest blir 5 cm lång. Den är brun till olivfärgad på ryggen, och har vanligtvis något grynig hud. Grodan är unik bland stjärtlösa groddjur genom att hanen har ett svansliknande parningsorgan - grodan har alltså inre befruktning. Honan har i dess ställe en mycket liten, rörformig förlängning av kloaken. Arten (och en nära släkting, A. montanus) förs ibland till en egen familj, Ascaphidae.

## Utbredning
Svansgrodan finns längs Nordamerikas västkust från västra, centrala British Columbia i Kanada till nordvästra Kalifornien i USA.

## Vanor
Arten lever i kalla bergsbäckar med klart vatten, främst sådana belägna i gammalskog. Hanens svansformade parningsorgan tros vara en anpassning till levnadssättet, eftersom spermierna skulle sköljas bort vid en yttre befruktning. Svansgrodan är nattaktiv; under dagen gömmer den sig under stenar och klippor. Den livnär sig på olika ryggradslösa djur, bland annat insekter. Arten är långlivad; honan tros leva i 15 – 20 år, hanen något kortare. I gengäld blir de könsmogna sent, minst under 7:e levnadsåret, även om de flesta hanar inte parar sig förrän 1 år senare och honorna efter 2 år. Ynglen lever i samma vatten som de vuxna, och livnär sig främst på alger. Även kiselalger och pollen från barrträd förtärs. Grodynglen är försedda med en sugmun som gör att de kan klänga sig fast vid stenar och klippor på bottnen av de snabba vattendrag i vilka de lever.

### Fortplantning
Leken, som sker i samma vatten i vilket arten lever, äger rum i maj till oktober, huvudsakligen i den senare delen av intervallet. Honan lagrar emellertid sperman och den egentliga befruktningen äger inte rum förrän under våren till sommaren. Hon lägger mellan 30 och 100 ägg som kläcks efter mellan 3 och 6 veckor. Ynglen förvandlas efter mellan 1 och över 3 år, ju längre inåt landet de lever, desto längre utvecklingstid.

## Status
Svansgrodan är klassificerad som livskraftig ("LC") av IUCN, men den är känslig för skogsavverkning och vägbyggnation.